# پل (شهر)
پل (شهر) (به آلمانی: Pähl) یک شهر در آلمان است که در بایرن واقع شده‌است.

## خصوصیات
پل ۳۲٫۰۴ کیلومترمربع مساحت دارد ۵۹۱–۷۶۰ متر بالاتر از سطح دریا واقع شده‌است.